# Poecilimon veluchianus
Poecilimon veluchianus är en insektsart som beskrevs av Willy Adolf Theodor Ramme 1933. Poecilimon veluchianus ingår i släktet Poecilimon och familjen vårtbitare.

## Underarter
Arten delas in i följande underarter:
- P. v. veluchianus
- P. v. minor